# St. Peter und Paul (Hausen bei Greding)

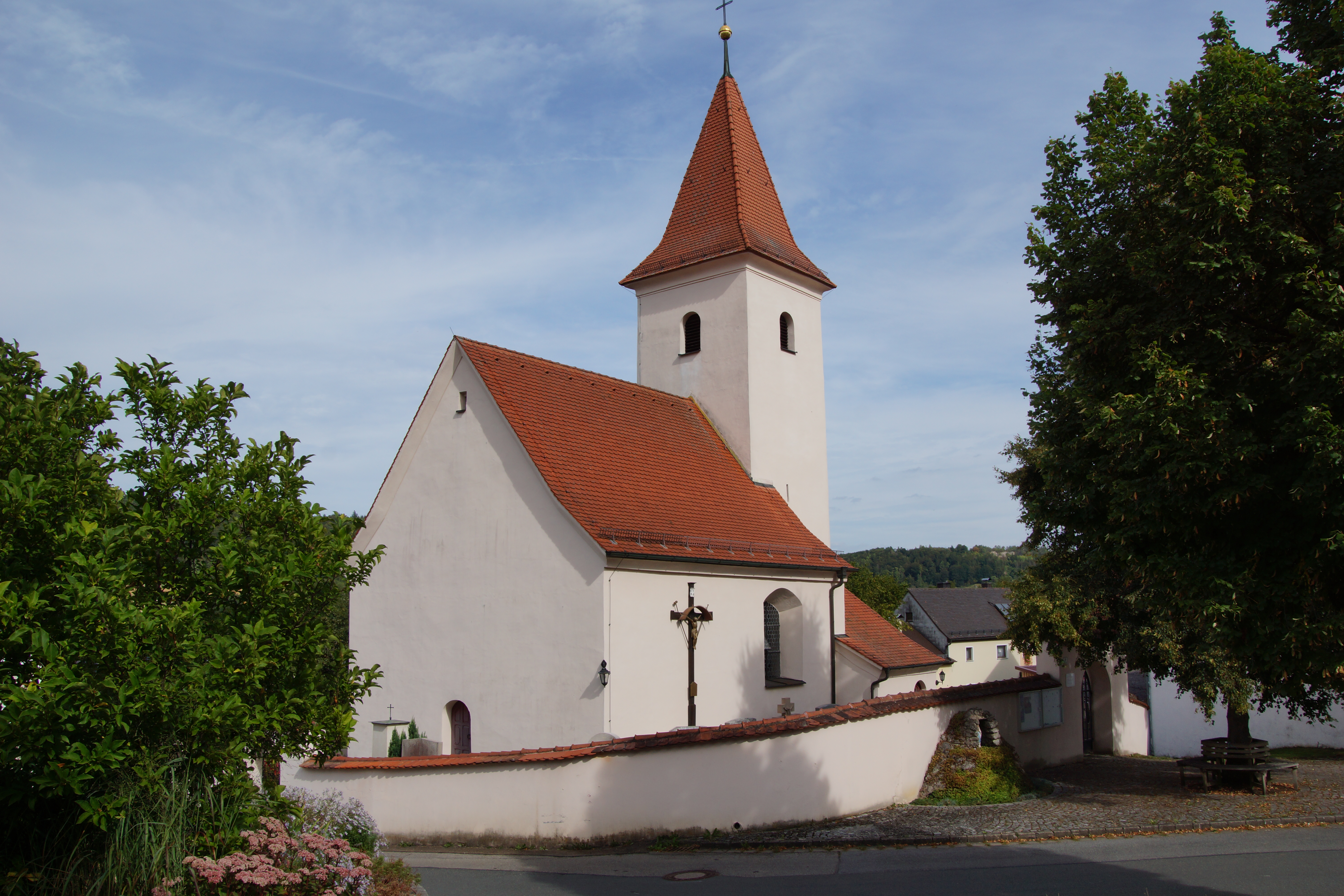
Filialkirche St. Peter und Paul

St. Peter und Paul ist eine Filialkirche mit dem Patrozinium St. Peter und Paul in Hausen. Sie gehört zur Pfarrei Greding, Dekanat Roth-Schwabach, Diözese Eichstätt. Zur Filialgemeinde gehört der ehemalige Hausener Gemeindeteil Petermühle. Die Kirche ist vom Kirchfriedhof umgeben. Die Kirche wird durch eine eigene Filialkirchenstiftung getragen.

## Beschreibung
Es handelt sich um eine Saalkirche mit einem Chorturm, der ein Zeltdach hat. Der Altarraum ist also im Erdgeschoss des Kirchturms. 
Das Altarretabel des Hochaltars zeigt die Apostel Petrus und Paulus vor der Gottesmutter kniend und über ihnen die Heilig-Geist-Taube. Darüber ist ein Bild des heiligen Wolfgangs. An der linken Wand des Kirchenschiffs sind eine Marienfigur, die Kanzel und eine sitzende Petrusfigur. Zwei Reliefbilder der Kirchenpatrone sind neben den beiden Seitenaltären. Im Bogen hängt eine Rosenkranzmadonna. Im Altarraum sind zwei Figuren der heiligen Maria und des heiligen Johannes des Evangelisten. An der rechten Wand ist ein Kreuz. An beiden Seitenwänden verteilt sind die Kreuzwegstationen. An der Außenseite der Kirche ist ein Arma-Christi-Kreuz angebracht.

## Geschichte
1689 wurde auf Anordnung des fürstbischöflichen Hofbaumeisters Jakob Engel die bisherige Kirche im barocken Stil umgebaut. Durch Engels Palier Johann Baptist Camesino wurde der obere Teil des Turms neu gebaut; das Langhaus des Gebäudes wurde erhöht. Im 17. Jahrhundert bekam die Kirche eine Weißdecke. Aus dieser Zeit stammt auch der Hochaltar. Die Kanzel wurde 1689 vom Gredinger Schreiner Matthias Seidl gefertigt. Zwei Kirchenglocken wurden 1701 von Ursus Laubscher in Ingolstadt gegossen. Zwei weitere wurden 2001 angeschafft. Die Seitenaltäre wurden nach dessen Säkularisation vom Kloster Rebdorf erworben. Die Firma Ambos aus Berching renovierte das Innere der Kirche, und es wurden zwei neue Fenster eingebaut.
Vom Vorgängerbau erhalten ist ein Pflastergrabstein im Fußboden der Kirche. Dieser gilt dem Gedenken an Magdalena Griebel von Stockau, die Tochter des Kaspar Griebel von Stockau. Laut Inschrift starb sie am Andreastag 1613.

## Orgel
Die Orgel wurde 1914 von der Firma Strebel eingebaut. Sie hat ein Manual, Pedal und vier Register. Sie verfügt über pneumatische Taschenladen.
| Manual    |    |
| Gedeckt   | 8′ |
| Dulciana  | 8′ |
| Principal | 4′ |

| Pedal       |     |
| Bourdonbass | 16′ |

- Koppeln: Man/P, Superoktavkoppel

## Glocken
Die Filialkirche besitzt ein vierstimmiges Geläut. Das Läutwerk stammt von den Herforder Elektromotoren-Werke.
| Glocke                     | Schlagton | Gewicht | Durchmesser | Herstellungsjahr | Glockengießer                     | Flankeninschrift                   | Schulterinschrift                                                                   |
| -------------------------- | --------- | ------- | ----------- | ---------------- | --------------------------------- | ---------------------------------- | ----------------------------------------------------------------------------------- |
| Johannes-der-Täufer-Glocke | es″-2     | 192 kg  | 670 mm      | 2002             | Albert Bachert, Heilbronn         | ICH BIN DIE STIMME EINES RUFERS.   |                                                                                     |
| Marienglocke               | f″-10     | 146 kg  | 605 mm      | 2002             | Albert Bachert, Heilbronn         | WAS ER EUCH SAGT, DAS TUT.         |                                                                                     |
| Glocke 3                   | ges″-1    | 140 kg  | 602 mm      | 16. Jh.          | Christoph Glockengießer, Nürnberg |                                    | zv gottes lob ehr vnd dinst gehor ich christoph glockengiesser zv nvrmberg gvs mich |
| Peter-und-Paul-Glocke      | b″+2      | 65 kg   | 462 mm      | 1701             | Ursus Laubscher, Ingolstadt       | SS: PETRE ET PAVLE ORATE PRO NOBIS | VRSVS LAVBSCHER NI (!) INGOLSTATT GOSS 1701                                         |